# هرزبروک
شهر هرزبروکدر ایالت بایرن در کشور آلمان واقع شده‌است.